# Via Monte Napoleone
Pour le film, voir Via Montenapoleone (film).
La Via Monte Napoleone, aussi orthographié comme la Via Montenapoleone, est une rue de Milan, en Italie. Elle est célèbre pour ses bijouteries et boutiques de prêt-à-porter. C'est la rue la plus importante du quartier de la mode de Milan connu sous le nom Quadrilatero della moda.

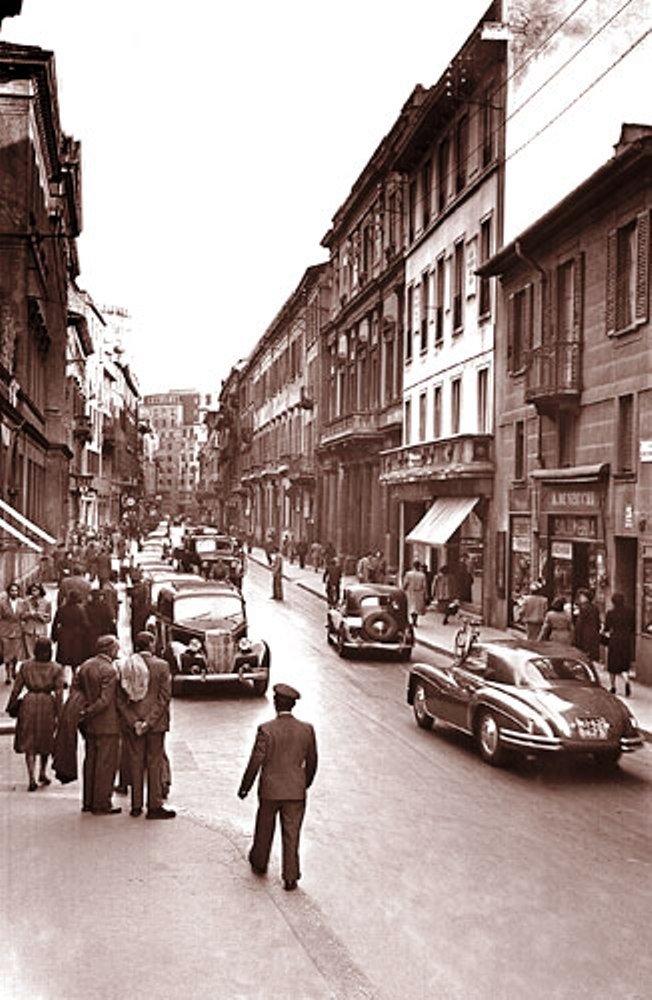
La Via Monte Napoleone dans les années 1950.

La Via Monte Napoleone en 2019 était la troisième rue la plus chère d'Europe et la cinquième du monde, alors qu'en 2024, selon Forbes, il semble être la rue la plus chère du monde.